# Blizzard of 1977

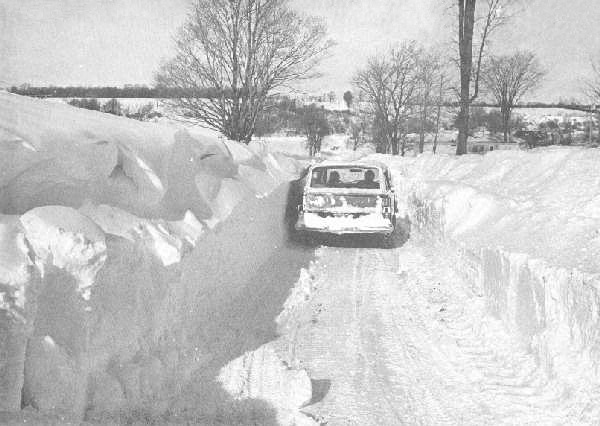
Snön försvårar framkomligheten för traifken i delar av New York (7 februari 1977), som här i Buffalo

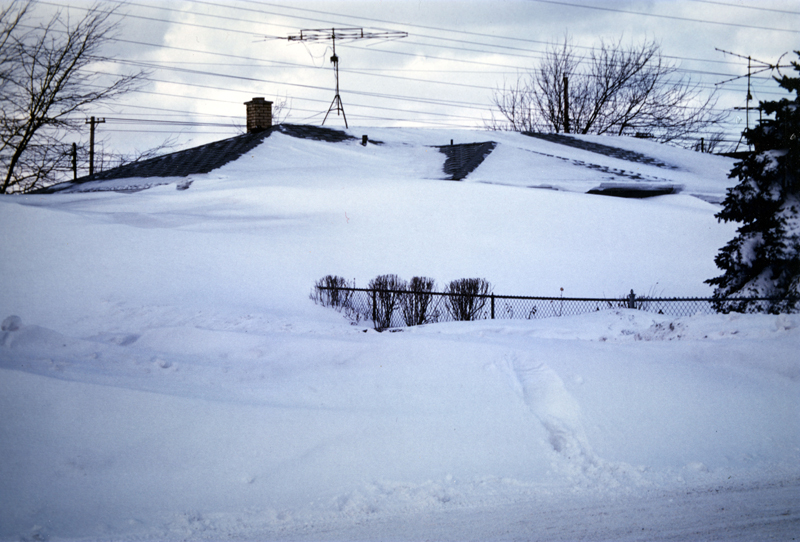
Ett hus som nästan begravts i snön i Tonawanda, New York (30 januari 1977)

Blizzard of 1977 var en svår snöstorm som slog till mot Upstate New York och södra Ontario under perioden 28 januari-1 februari 1977.  Vindar med vinhastigheter uppgående till mellan 20 och 30 m/sek noterades av National Weather Service Buffalo Office (2006a).
Väderleksförhållandena före stormen förutsåg den. Perioden november-januari var kallare än tidigare, och Eriesjön isbelades den 14 december.